# Флавий Антоний Марцеллин
Флавий Антоний Марцеллин (лат. Flavius Antonius Marcellinus) — государственный деятель Римской империи середины IV века, консул 341 года.

## Биография
В 313 году Марцеллин занимал должность презида провинции Лугдунская Галлия Первая, а в 337—338 годах был проконсулом Африки. В 340—341 годах Марцеллин находился на посту префекта претория Италии, Иллирика и Африки. В 341 году он был назначен консулом вместе с Петронием Пробином.
Его внучкой была христианская святая Мелания Старшая. Известно, что он был патроном города Булла-Регии.